# Venta Ceferino
Venta Ceferino es un pueblo situado en el municipio de Lorca, en la Región de Murcia, ubicado concretamente dentro de la pedanía de Almendricos. Está dentro de la comarca del Alto Guadalentín y tiene una población de 23 habitantes (INE 2021).
Celebra sus fiestas patronales el segundo fin de semana de agosto, en honor a San Cayetano, aunque llevan unos años sin celebrarse por falta de presupuesto.
Por este paraje cruza la carretera RM-D19. Justo a un lado de la carretera se puede observar un gran ejemplar de Eucalyptus camaldulensis con una edad aproximada de 70 años y catalogado como árbol monumental por la Ley 14/2016, de 7 de noviembre, de Patrimonio Arbóreo Monumental de la Región de Murcia al superar el perímetro del tronco los 5 metros.